# Ето! Баш хоћу!
Ето! Баш хоћу! је трећи студијски LP албум рок групе Бијело дугме из 1976. године у издању дискографске куће Југотон. Снимљен је у Air Recording Studios, Лондон новембра 1976. године. Албум је посвећен члановима групе Зорану Реџићу, Ипету Ивандићу и Влади Правдићу, који су били на одслужењу војног рока.

## Позадина
Током 1976. године, Зоран Реџић, Ипе Ивандић Владо Правдић су се суочили са прекидом каријера због примања позива да служе своје обавезе у Југословенској народној армији. Сваки од њих је тако добио привремене замене: на место Реџића дошао је Љубиша Рацић, Ивандићево место преузео је Бреговићев бивши колега Милић Вукашиновић, а Правдића је заменио Лаза Ристовски чији је долазак из Смака (тадашњи главни конкурент Бијелог дугмета) добила широку пажњу у југословенској штампи. Бенд је радио и припремао се за снимање албума у селу Борике у источној Босни, у којем су претходно радили на свом претходном студијском албуму Шта би дао да си на мом мјесту. Радни назив албума био је Све се дијели на двоје, на твоје и моје, према песми песника и текстописца Душка Трифуновића. Бреговић није успео да напише музику на стихове песме (стихови су касније коришћени у песми коју је снимила Јадранка Стојаковић), па је намеравао да албум назове Хоћу бар једном да будем блесав, али се уредницима Југотона наслов није допао. Албум је на крају добио назив Ето! Баш хоћу!. На албуму је било осам нумера: насловна хард рок оријентисана, „Изгледала је мало чудно у капуту жутом кројеном без везе” и „Деде бона, сјети се, де тако ти свега”, блуз рок оријентисана „Не десе се такве ствари правоме мушкарцу“, народно оријентисане „Слатко ли је љубит’ тајно“, једноставну мелодију „Ништа мудро“ (са текстом Душка Трифуновића) и две баладе, симфонијски оријентисане „Сањао сам ноћас да те немам“ и једноставније „Лоше вино“ (написали Бреговић и кантаутор Арсен Дедић, а оригинално снимио певач Здравко Чолић).
Албум је, као Шта би дао да си на мом мјесту, снимљен у Лондону, а продуцирао Нил Харисон. На снимку је бас гитару свирао вокал бенда Жељко Бебек, пошто је Љубиша Рацић био ангажован само као музичар на турнеји. Албум је објављен 20. децембра 1976. године.

## Листа пјесама
1. „Изгледала је мало чудно у капуту жутом кројеном без везе“ (4:41)
2. „Лоше вино“ (2:36)
3. „Ето! Баш хоћу!" (3:52)
4. „Деде бона, сјети се, де, тако ти свега“ (4:56)
5. „Слатко ли је љубит' тајно“ (4:37)
6. „Ништа мудро“ (2:32)
7. „Не десе се такве ствари правоме мушкарцу“ (4:08)
8. „Сањао сам ноћас да те немам“ (6:46)

- Музику и текст написао Горан Бреговић (осим пјесме „Лоше вино“, чији је текстописац Арсен Дедић).

## Чланови групе
- Жељко Бебек — вокал, бас
- Горан Бреговић — гитара
- Милић Вукашиновић — бубњар
- Лаза Ристовски — клавијатуре

## Сарадници
- Нил Харисон — продуцент
- Вељко Деспот — уредник
- Џон Кели — сниматељ
- Џон Волс — асистент
- Крис Блер — резао плочу
- Алф Вејт — тромбон
- Дејвид Детрис — труба
- Бенџамин Њусон — алт саксофон
- Рафаел Рејвенкрофт — тенор, баритон, алт саксофон
- Драган С. Стефановић — омот
- Вељко Деспот — омот

### Вокална пратња
- Џој Јејтс
- Стиви Ланг
- Вал Стоукс

## Пријем
Главни хитови албума били су "Изгледала је мало чудно у капуту жутом кројеном без везе", "Лоше вино", "Деде, бона, сјети се, де, тако ти свега", "Слатко ли је љубит' тајно" и "Сањао сам ноћас да те немам".
Критичар Дарко Главан је у рецензији навео да је Ето! Баш хоћу! "величанствена плоча, без икакве сумње најбоља ствар коју је Бреговић до сада понудио својим фановима".

## Турнеја
Турнеја је почела фебруара, а завршила лета 1977. године. Одржани су концерти у Чачку, Краљеву, Крагујевцу, Крушевцу...

## Наслеђе
Албум је 1998. године оцењен као 31. на листи 100 највећих југословенских рок и поп албума.
Албум је 2015. године проглашен 36. на листи 100 највећих југословенских албума коју је објавило хрватско издање Rolling Stone-а.
Њихова верзија песме "Лоше вино" је заузела 65. место на листи 100 најбољих домаћих балада.

## Обраде
Ето! Баш хоћу! - Ново вријеме (Булдожер, 1979) - Војно лице (Булдожер, 1995)